# Sue Perkins
Sue Perkins (Croydon, 22 settembre 1969) è una conduttrice televisiva, conduttrice radiofonica, scrittrice, comica e attrice britannica.

## Biografia
Dopo essersi laureata all'Università di Cambridge nel 1991, Sue Perkins ha iniziato la sua carriera come conduttrice insieme a Mel Giedroyc, con cui ha condotto Late Lunch e Light Lunch per Channel 4. Le due hanno poi presentato, dal 2010 al 2016, le prime sette edizioni di The Great British Bake Off. Ha condotto anche programmi come The Mekong River with Sue Perkins, Thronecast e Insert Name Here, oltre alle edizioni del 2017 e 2018 dei British Academy Television Awards. È stata piazzata sesta nella Rainbow List del 2014 stilata dal The Independent. La Perkins è attiva anche come scrittrice, avendo pubblicato il libro di memorie Spectacles nel 2015 e, tre anni più tardi, East of Croydon: Blunderings Through India and South East Asia, il quale è stato candidato ai National Book Awards.

## Opere
- (EN) Spectacles, Penguin, ISBN 978-1-4059-1854-1.
- (EN) East of Croydon: Blunderings Through India and South East Asia, Michael Joseph, 2018, ISBN 978-0-241-36027-9.